# 햐쿠모노가타리 (호쿠사이)
《햐쿠모노가타리》(일본어: 百物語, ひゃくものがたり)는 에도 시대 후기의 우키요에 화가인 가쓰시카 호쿠사이가 그린 중판 니시키에이다. 1831년부터 1832년경에 제작된 것으로 추정되며, 《쇼코쿠 햐쿠모노가타리》를 계기로 유행한 괴담회 햐쿠모노가타리를 그림의 주제로 삼고 있다. 판매상인 쓰루야 기에몬의 의뢰로 전체 100점을 계획하여 착수한 것으로 알려져 있으나, 현재까지 확인된 작품은 다섯 점에 불과하여 도중에 중단된 것으로 보인다. 제작 당시의 유통은 제한적이었으나, 어느 정도의 수요가 있었던 것으로 보이며, 1893년에는 복각판이 제작되어 도쿄 국립박물관에 소장되어 있다.

햐쿠모노가타리
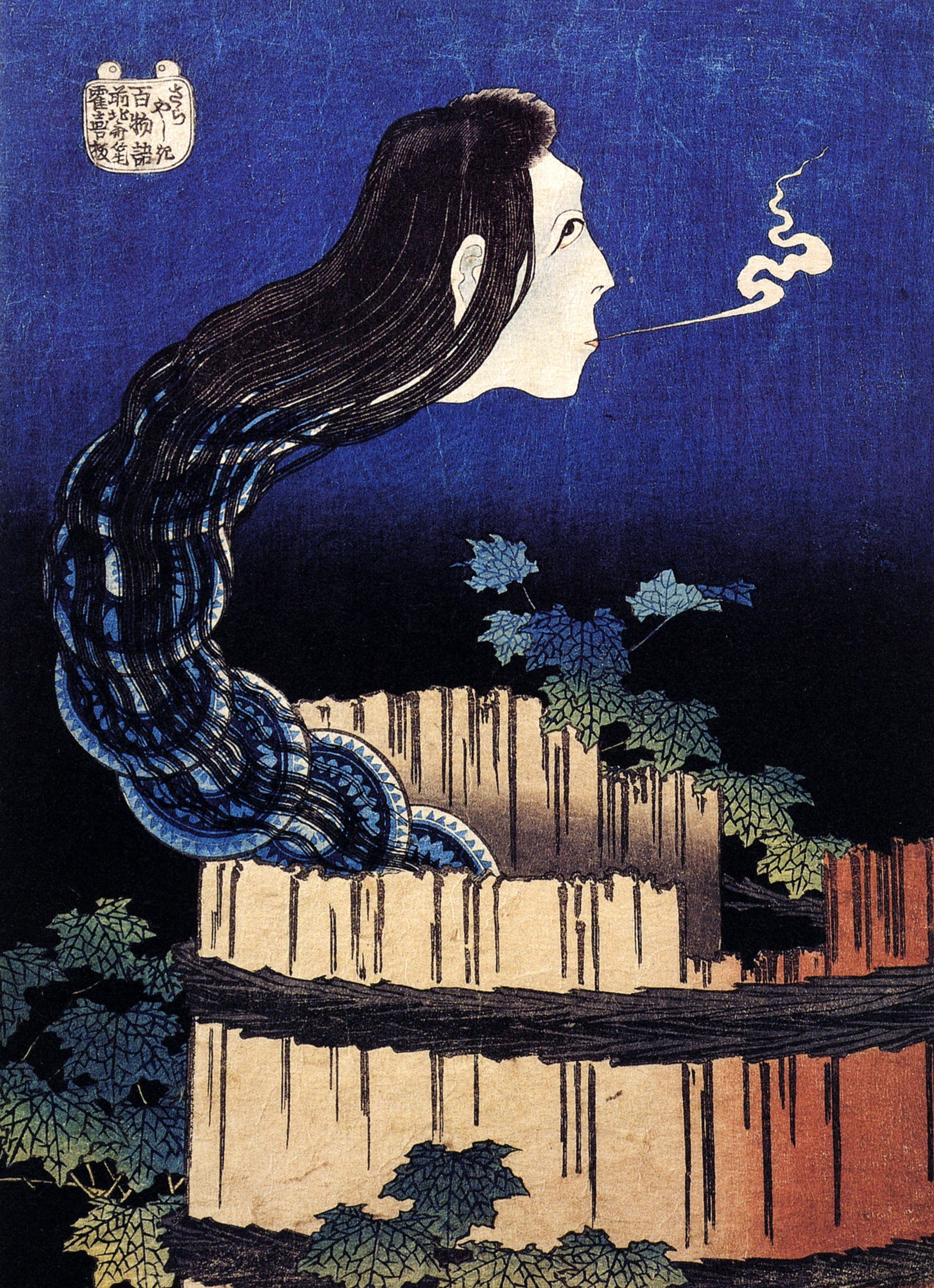
사라야시키
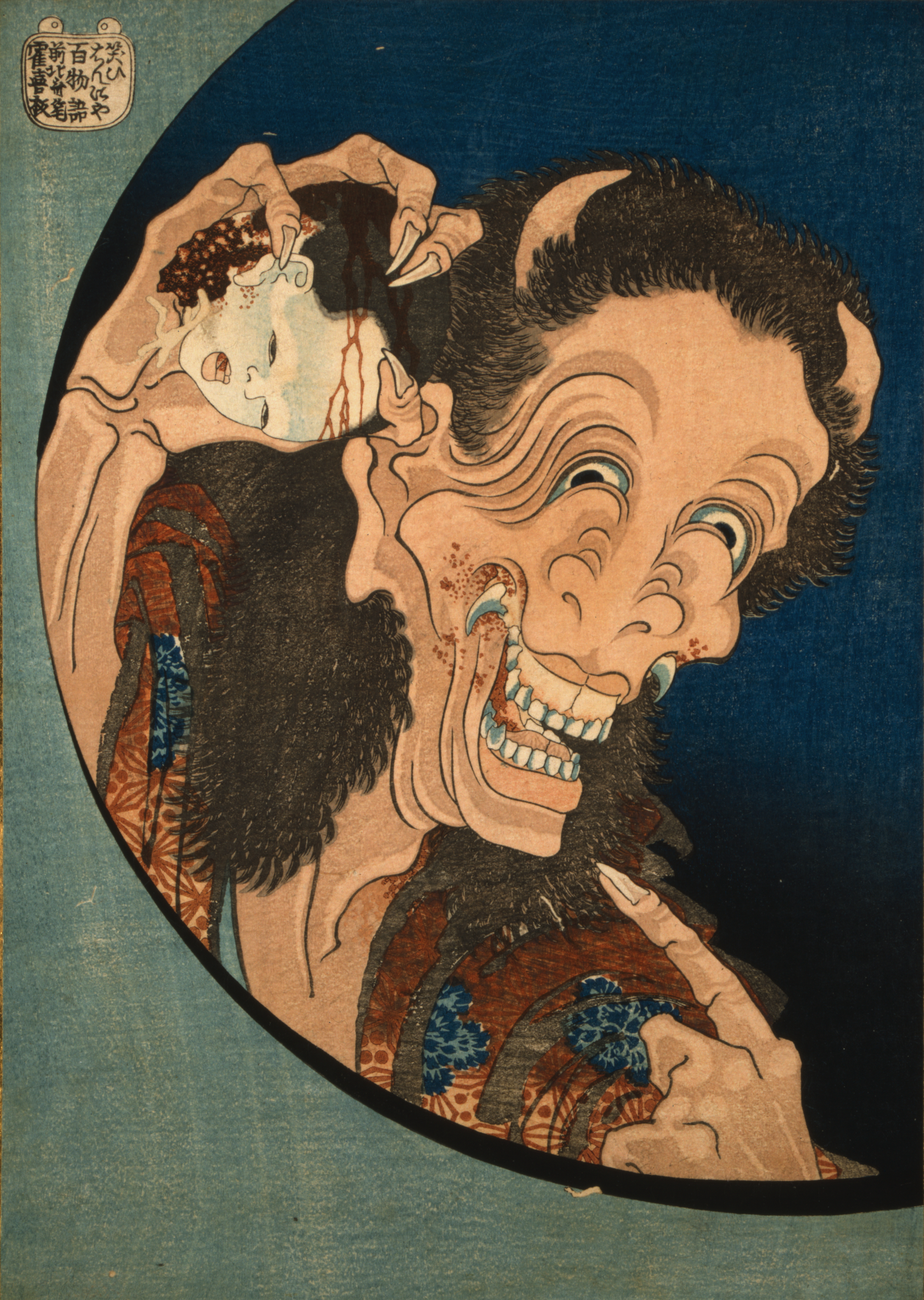
와라이한냐
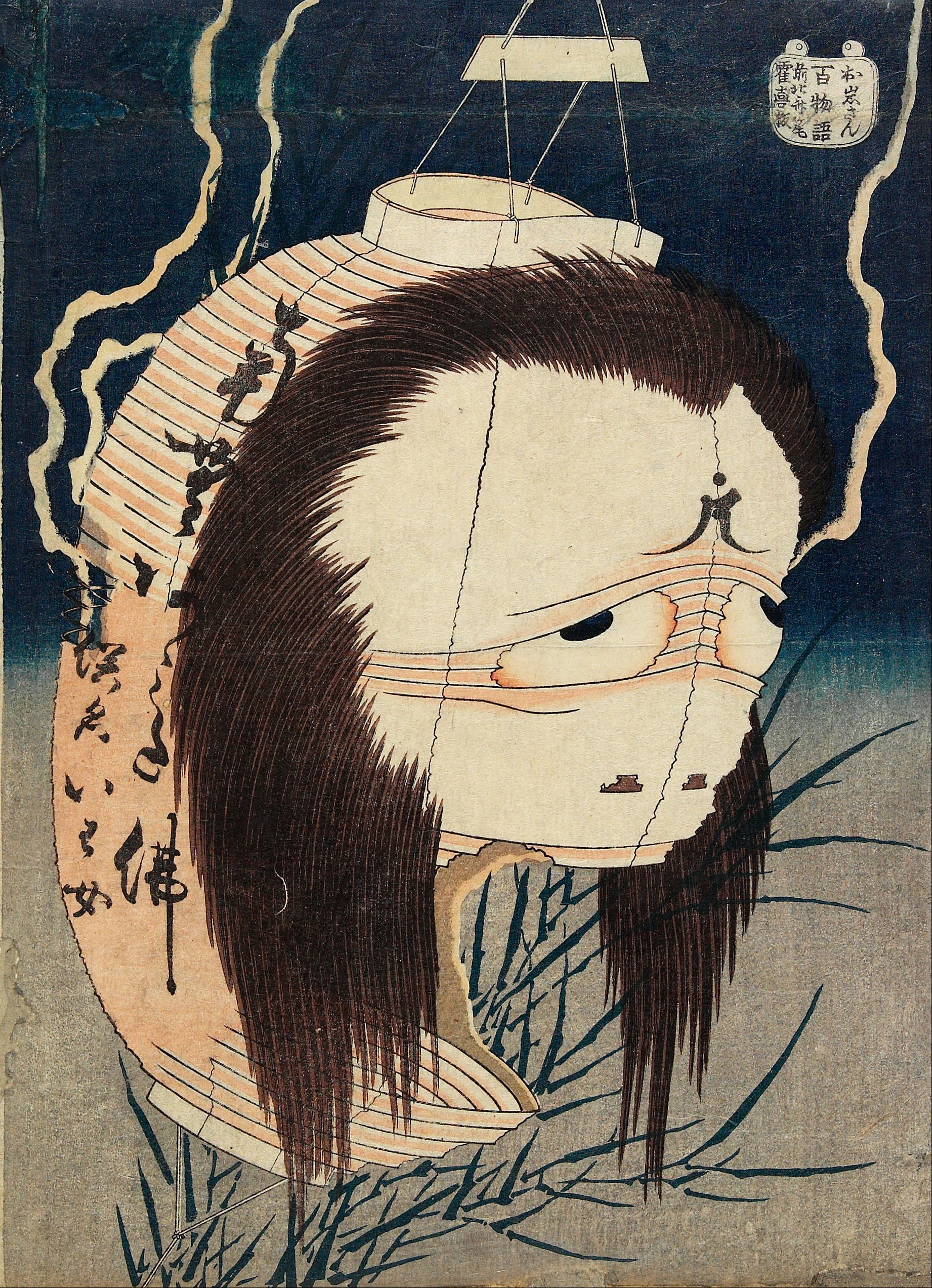
오이와상
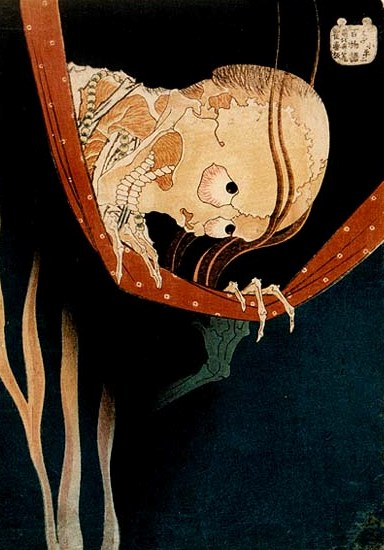
고하다 고헤이지
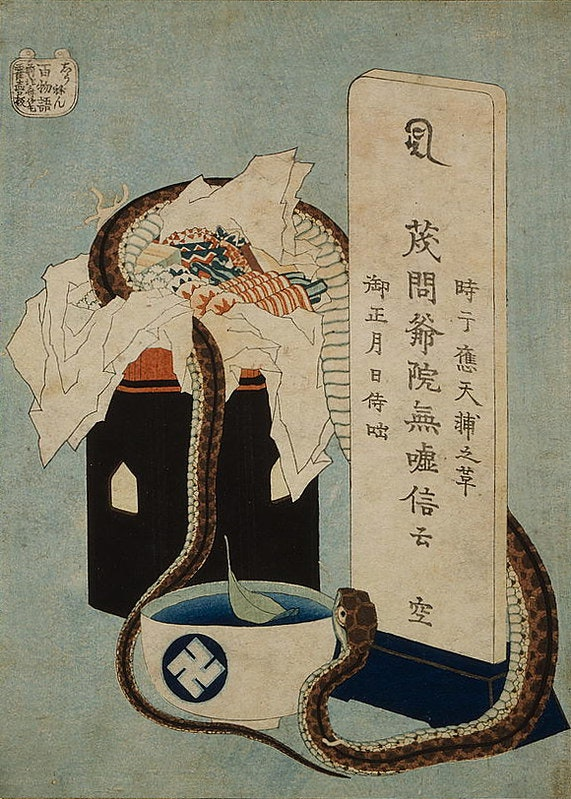
시우넨

## 배경

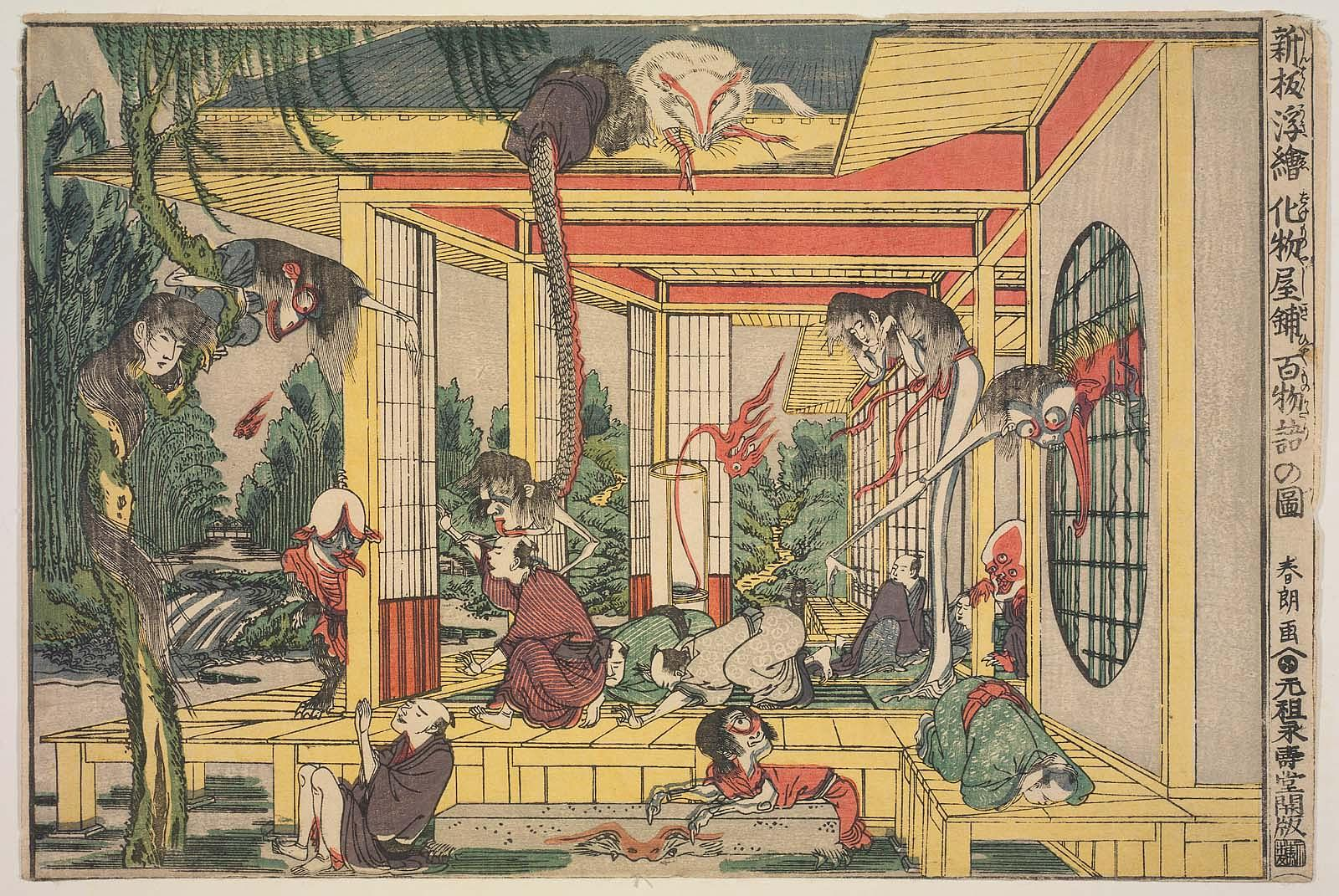
가쓰시카 호쿠사이 《괴물 저택 햐쿠모노가타리 그림》(化物屋敷百物語の図), 보스턴 미술관 소장

일본어의 "요카이"(妖怪, 이하 요괴)는 넓은 의미에서 인간의 지식을 초월한 포착하기 어려운 현상이나 물체를 의미하지만, 일본에서는 예로부터 이러한 현상을 "모노노케", "오니" 등으로 표현하며, 이상 기후 등과 연결 지어 사람들에게 공포감을 주고, 재앙을 가져오는 영적 존재나 괴이 현상을 좁은 의미에서 "요카이", "바케모노"(化物), "오바케"(お化け) 등으로 부르게 되었다. 문화인류학자 고마쓰 가즈히코는 "요괴"를 "자신들의 생활 세계 너머에 있는 '이계'에 사는 <모셔지지 않는 영적 존재>"라고 정의하고 있다. 설화나 구전민화 속에서 언어나 문장으로 표현되어 온 괴물은 예술 분야의 발전과 함께 시각화되어, 괴물들은 "눈에 보이는" 것으로 진화해 갔다. 이러한 요괴화의 기원으로는 《쓰치구모소시》(土蜘蛛草紙), 《쓰쿠모가미소시》(付喪神草紙), 《백귀야행 회권》(百鬼夜行絵巻), 《기타노텐진엔기》(北野天神縁起) 등의 중세 작품을 들 수 있다. 족자로는 마루야마 오쿄가 안에이 연간에 그린 《한곤코노즈》(返魂香之図) 등이 시초로 여겨진다.
우키요에 분야에서의 요괴화는 1680년경에 히시카와 모로노부가 무샤에(武者絵) 속에서 그린 슈텐도지나 라쇼몬의 귀신 등이 시초로 여겨진다. 18세기 후반에는 이러한 요괴화를 주로 제작하는 도리야마 세키엔이 등장하여, 1776년에 《화도 백귀야행》을 간행함으로써 다양한 괴물의 캐릭터화가 이루어지게 되었다. 괴물의 구상화는 공통의 이미지를 사람들에게 심어주는 한편 외경심을 옅어지게 했지만, 19세기에 들어서면서 쓰루야 난보쿠 등에 의해 유령이나 그로테스크한 묘사 등에 의한 새로운 개념이 창출되어, 쓰키오카 요시토시나 오치아이 요시이쿠 등에 의해 우키요에로 표현되게 된다.
한편, "괴담"(怪談)은 주변에서 일어나는 불가사의한 현상을 전설이나 전승의 형태로 이야기하여 들려주는 것으로, 옛날에는 헤이안 시대의 《일본영이기》나 《곤자쿠 이야기집》 등이 해당한다. 가마쿠라 시대에 들어서면서 무사들의 담력 시험의 하나로 도입되었고, 근세에는 햐쿠모노가타리의 유행과 함께 《햐쿠모노가타리》, 《고콘 햐쿠모노가타리》(古今百物語), 《쇼코쿠 신햐쿠모노가타리》(諸国新百物語), 《고쇼쿠 햐쿠모노가타리》(好色百物語), 《오토기 햐쿠모노가타리》(御伽百物語), 《다이헤이 햐쿠모노가타리》(太平百物語), 《반세 햐쿠모노가타리》(万世百物語), 《신센 햐쿠모노가타리》(新選百物語), 《신세쓰 햐쿠모노가타리》(新説百物語), 《긴다이 햐쿠모노가타리》(近代百物語) 등 많은 괴담집이 유행했다.
이러한 가운데, 호쿠사이는 가쓰카와 슌로라는 이름을 쓰던 30대 전반 무렵에 《바케모노야시키햐쿠모노가타리노즈》(化物屋敷百物語の図, 괴물 저택 햐쿠모노가타리 그림)라는 햐쿠모노가타리를 주제로 한 우키에의 제작을 맡았다. 또한, 1798년경에는 산토 교덴의 기표지 《바케모노야마토혼조우》(化物和本草)의 삽화를 맡았다. 분카 연간에 들어서면서 읽을거리를 다루는 중에 요괴화나 괴기 표현에 몰두해 갔고, 고에다 시게루의 《후쿠슈키와 에혼아즈마후타바니시키》(復讐奇話　絵本東嫩錦)과 교쿠테이 바킨의 《신펜스이코가덴》(新編水滸画伝, 한국 한자음: 신편수호화전), 《소노노유키》(そののゆき), 류테이 다네히코의 《긴세이카이단시모요노호시》(近世怪談 霜夜星, 한국 한자음: 근세괴담 서야성), 라쿠라쿠안 토에이의 《오리쿠고스케 유메노우키하시》(於陸幸助 恋夢艋) 등의 삽화에서 담묵을 효과적으로 사용한 괴물화를 발표했다. 호쿠사이가 그리는 요괴화는 인기를 얻었던 것으로 보이며, 가부키 배우인 3대 오노에 바이코가 "호쿠사이를 초청하여, 유령을 그리게 하여, 그 그림이 진짜와 같다면, 이를 따라 분장을 하여, 더욱 그 기술을 능숙하게 하리라"고 호쿠사이를 초청했으나 응하지 않아, 직접 호쿠사이의 집으로 찾아갔다는 일화가 이이지마 교신의 《가쓰시카 호쿠사이전》(葛飾北斎伝)에서 소개되고 있다. 더욱이 1814년부터 간행을 시작한 《호쿠사이 만화》에서도 많은 요괴, 유령, 괴물의 그림을 그렸다.
에도에서의 괴담회의 유행과 호쿠사이의 요괴화 실력을 연결 짓는 것을 생각해 낸 판매상 쓰루야 기에몬은, 햐쿠모노가타리를 주제로 한 니시키에 연작의 제작을 호쿠사이에게 의뢰하여, 본 작품의 간행으로 이어졌다.

## 작품

### 사라야시키

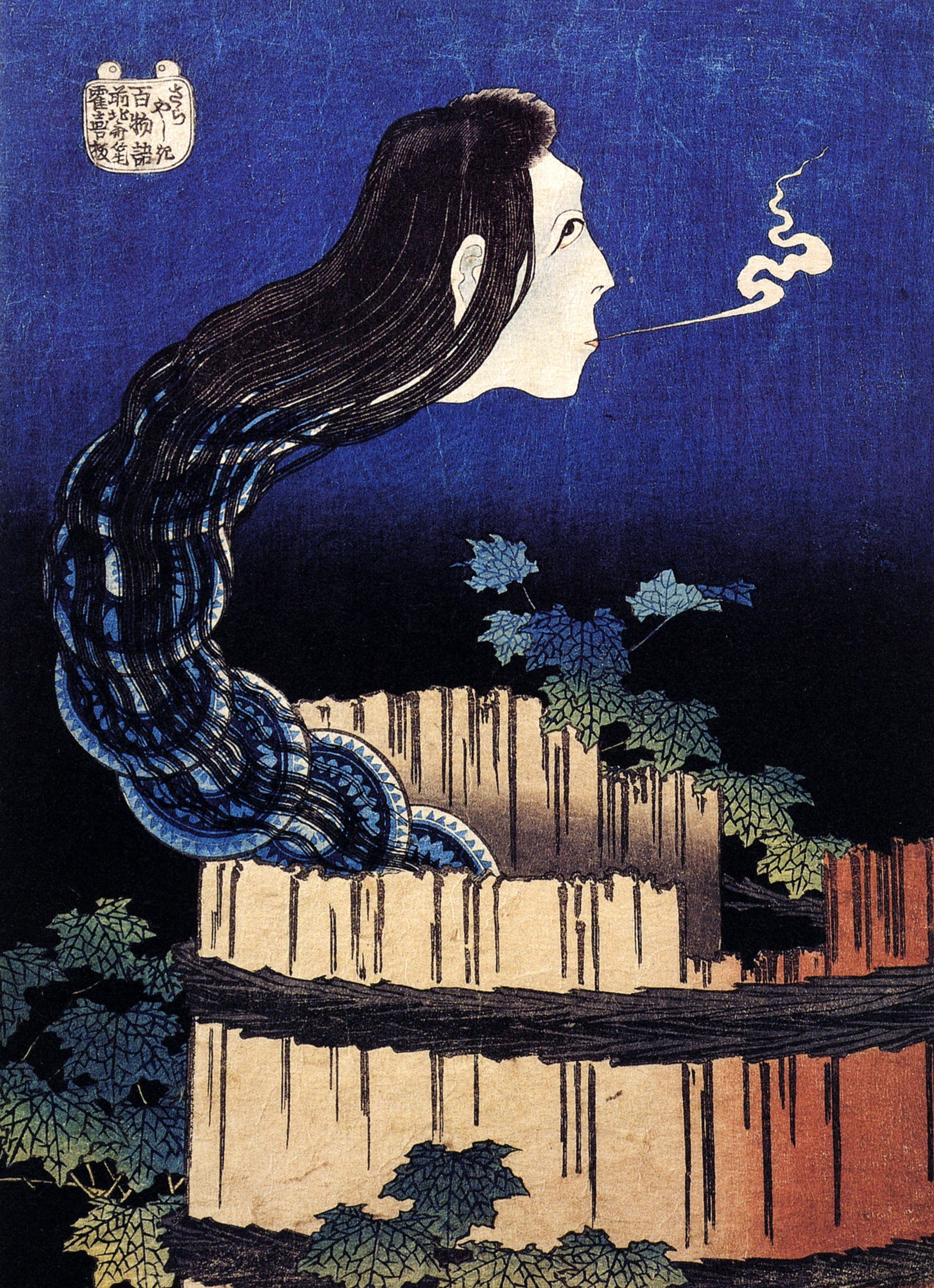
사라야시키

"사라야시키"(皿屋敷, さらやしき)는 일본 각지에 있는 잘 알려진 괴담으로, 본 작품은 다메나가 다로베에, 아사다 잇초의 조루리 《반슈 사라야시키》(播州皿屋敷)를 소재로 한 작품이라고 해설하는 것과, 에도를 무대로 하는 《반초 사라야시키》(番町皿屋敷)를 소재로 했다고 해설하는 것 등이 있다. 어느 쪽이든 하녀 오키쿠가 열 개 세트인 접시 중 한 개를 깨뜨린 죄로 질책을 받아 매를 맞고 살해당한 뒤, 우물에 던져졌기 때문에 밤마다 우물에서 접시를 세는 이야기가 되어 있다.
본 작품에서는 우물 안에서 나타나는 접시를 여러 개 이어 붙인 목의 유령을 그리고 있어, 오키쿠에게 독창적인 해석을 부여하고 있다. 머리카락에 얽힌 7개의 접시가 뱀의 몸처럼 꿈틀거리는 모습은 로쿠로쿠비처럼도 보이고, 입에서 뿜는 기염도 담배를 피워 한 모금 하고 있는 것 같은 착각을 불러일으킨다. 이어진 접시로 인해 뱀의 비늘도 연상시키는 구성이 되어 있다. 그 동작과 옆모습은 어딘가 유머러스함을 느끼게 하는 작품이 되어 있다.

### 와라이한냐

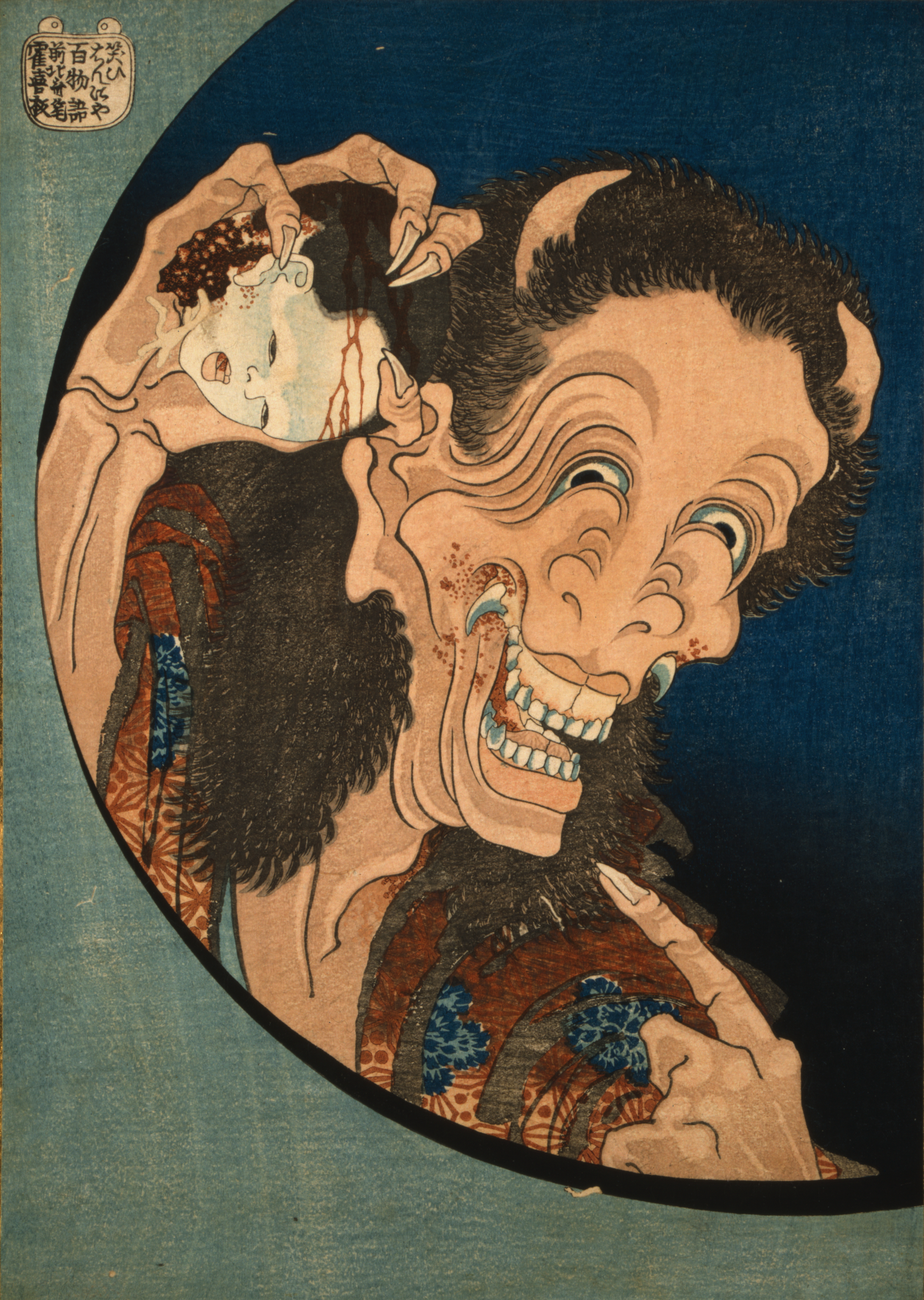
와라이한냐

"한냐"(般若, はんにや, 반야)는 산스크리트어로 진실의 지혜를 의미하는 프라즈냐(산스크리트어: प्रज्ञा)를 유래로 하는 말이며, 불교의 《반야심경》을 줄인 것이기도 하다. 《겐지모노가타리》를 바탕으로 한 노 《아오이노우에》(葵上)에서, 로쿠조노미야슨도코로(六条御息所)의 생령이 《반야심경》의 독송을 두려워하는 장면이 있어, 이것이 전해져 질투로 인해 입이 귀까지 찢어져 웃고 있는 것처럼 보이는 귀녀의 가면을 한냐노멘이라고 부르게 되었다.
호쿠사이가 그린 "와라이한냐"(笑ひはんにや)는 갓난아이의 목을 손에 들고, 입뿐만 아니라 눈가도 눈꼬리를 내린 웃음을 짓고 있어, 광기의 웃음을 강하게 표현하고 있다. 한냐는 뿔이 난 노파처럼도 보이고, 쪼개진 석류를 든 그 모습은 귀자모신처럼도 보인다. 나가노현에 전해지는 전승 "와라이한냐"를 주제로 그린 것이라는 설도 있지만, 자세한 내용은 알려져 있지 않다.

### 오이와상

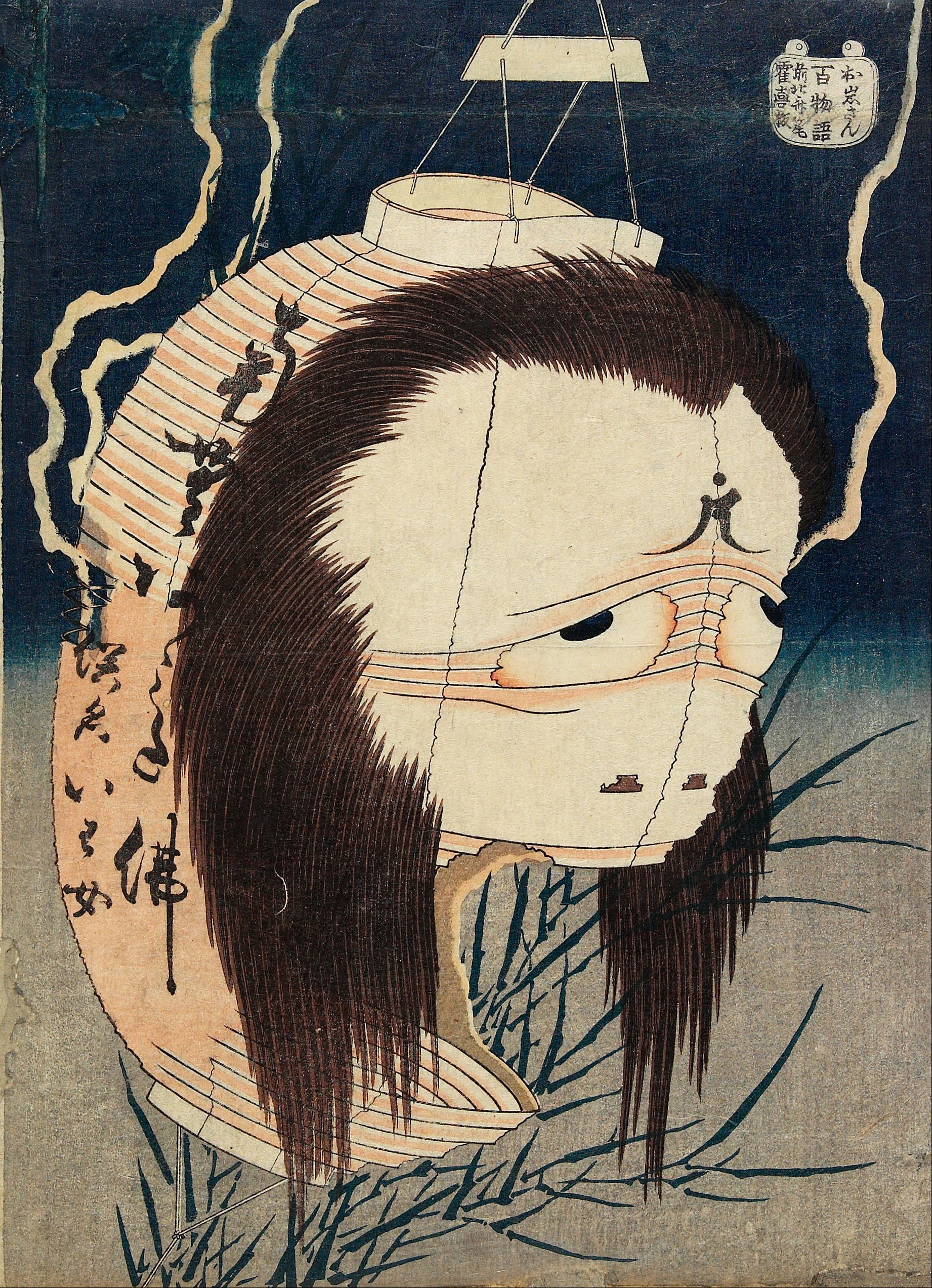
오이와상

오이와상(お岩さん)은 교겐 작가 쓰루야 난보쿠가 3대 오노에 기쿠고로를 위해 쓴 《도카이도 요쓰야 괴담》에 등장하는 여주인공으로, 낭인 다미야 이에몬과 부부가 되었으나 독살당해 분노하며 죽은 뒤, 원령이 되어 여러 가지 괴이한 일을 일으키는 캐릭터이다.
이야기 중에 오이와상의 영이 등불에 깃드는 "헤비야마안지"(蛇山庵室, 조친누케; 등불 빠짐提灯抜け)라는 장면이 있어, 본 작품은 그 부분을 주제로 제작된 것으로 보인다. 부어오른 오이와상의 얼굴이 찢어진 등불과 하나가 되어, 공포를 자아내면서도, 위를 올려다보는 그 표정에는 애수마저 느껴지게 하는 독특한 분위기를 자아내고 있다. 등불의 측면에는 "나무아미타불 속명 이와 여인"(南無阿みた仏 俗名いわ女)이라고 적혀 있어, 오이와상의 영이 등불에 깃들었음을 나타내고 있다.
스미다구 문화진흥재단 학예원 오쿠다 아쓰코는 본 작품에 대해, 《도카이도 요쓰야 괴담》의 등불 빠짐 장면과, 《호쿠사이 만화》 등에 그려진 묘지의 찢어진 등불을 귀신으로 착각하고 놀라는 장면, 가사네모노 등에서 보이는 등불에 얼굴이 떠오르는 장치 등을 융합하여 만들어낸 조형이라고 추측하고 있다.

### 고하다 고헤이지

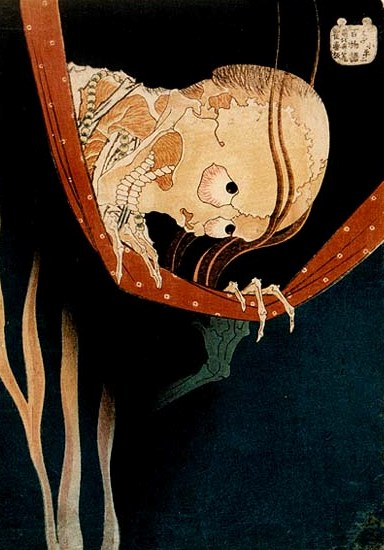
고하다 고헤이지

고하다 고헤이지(小幡 小平次, こはだ こへいじ)는 산토 교덴의 전기소설 《복수기담 아사카누마》(復讐奇談安積沼)에 등장하는 사령, 고하다 고헤이지를 가리킨다. 1803년에 간행된 이 소설에서, 고헤이지는 기예가 미숙하지만 유령 역만은 묘하게 잘하는 초대 오노에 마쓰스케 문하의 가부키 배우로 그려져 있으며, 오슈로의 순회공연 도중에, 후처 오쓰카와 밀통하고 있던 북치는 아다치 사쿠로에게 속아 아사카누마에서 익사하고 만다. 에도로 돌아오자 어째서인지 죽었을 터인 고헤이지가 원령으로 귀가하여, 여러 가지 괴이한 현상이 일어나지만, 유령 역의 연기는 여전히 뛰어나서, 누구도 죽었다는 것을 알아채지 못했다는 이야기가 되어 있다. 한편, 야마자키 요시시게의 《해록》(海録)에서 고헤이지는 이즈의 순회공연에서 실패하여 자살한 배우로 그려져 있다. 어느 쪽이든 에도 시대에 일어난 괴담 이야기를 바탕으로 한 작품이 된다.
본 작품에서는 부패하여 백골화된 고헤이지가 성불하지 못하고, 모기장 안을 들여다보는 장면이 그려져 있다. 완전히 백골화되지는 않았고, 머리 부분에는 피부나 모발이 남아 있어, 죽은 지 얼마 되지 않아 유령이 된 모습을 엿볼 수 있다. 호쿠사이는 이 무렵 센주에 사는 정골의 나구라 나오카타 밑에서 수업하여 환자들을 스케치했다고 하며, 인체의 골격이나 근육의 구조에 대한 지식을 실체험을 통해 체득하였다. 또한, 수입된 의학서나 스기타 겐파쿠의 《해체신서》 등의 영향도 지적되고 있다.
뼈의 의학적 특징을 살펴보면, 이마 중앙에서 정수리까지 나이가 들수록 소실되어야 할 전두봉합선이 그려져 있거나, 입속의 이빨 수가 과다한 점이나, 여성적 특징인 눈썹 사이의 글라벨라나 유양돌기 등이 보이는 등, 엄밀한 정합성이 없다는 점이 지적되고 있다. 하지만, 이러한 특징이 유령의 비정상성을 부각시키기 위한 의도적인 연출인지에 대해서는 알려져 있지 않다. 작가 하라시마 히로시는, 유령다움을 연출하기 위해 일부러 신생아의 뼈 특징을 사용한 것이 아닐까라고 지적하고 있다.

### 시우넨

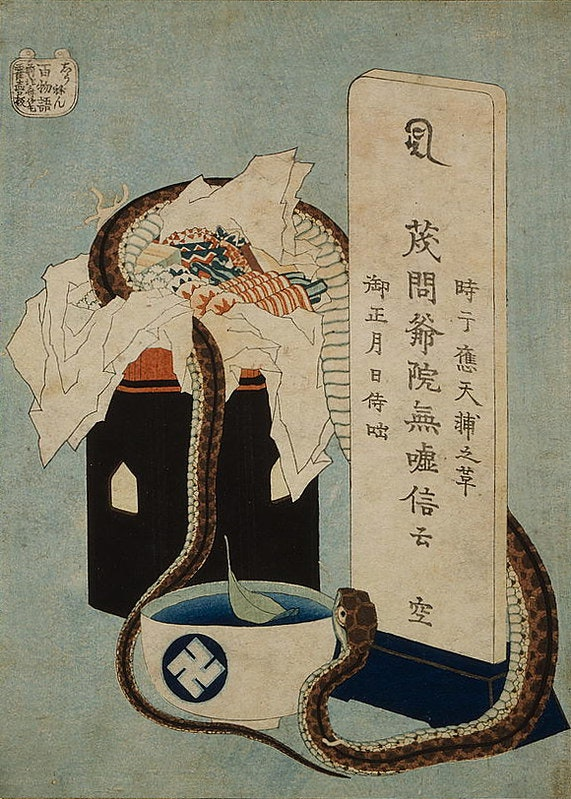
시우넨

에도 시대에 있어서 뱀은 집념 깊은 생물의 상징이 되어 있어, 질투에 미쳐 복수에 집착하는 인간이 성불하지 못하고 헤매며 머물러 버린 것으로 여겨진다.

본 작품은 그런 "망자의 집념"을 주제로 그린 것으로 여겨지며, 밝은 색조의 정물화같은 구성 속에, 위패와 공물을 둘러싸듯이 유혈목이가 노려보고 있다. 위패에는 "모몬지"(茂問爺院, ももんじい)라고 적혀 있어, 《곤자쿠가즈조쿠햣키》(今昔画図続百鬼, 한국 한자음: 금석화도속백귀)에 등장하는 요괴, 모몬지(百々爺, ももんじい)를 비틀어 표현한 것으로 여겨진다. 그 윗부분에는 범자처럼 보이는 여성의 옆모습이 그려져 있다. 물그릇에 새겨진 "만"(卍)자는 호쿠사이의 화호이며, 호쿠사이 자신의 위패로도 읽을 수 있다. 또한, "만"(卍)자를 일련종의 인장이라고 해설하는 자료도 있다.

## 영향과 평가
호쿠사이의 《햐쿠모노가타리》에서 영감을 받아 제작된 작품도 몇 가지 남아 있으며, 오사카의 우키요에 화가 슈바이사이 호쿠에이는 호쿠사이의 "햐쿠모노가타리 오이와상"을 오마주하여, 1832년에 《2대 아라시 리칸 미타테 "햐쿠모노가타리"》(二代目嵐璃寛 見立 百物語)라는 작품을 발표했다. 또한, 막부 말기의 우키요에 화가, 오치아이 요시이쿠는 "햐쿠모노 가타리 고하다 고헤이지"에서 착상을 얻은 《햐쿠모노가타리 고하다 고헤이지 주》(百もの語 小幡小平治 十)를 제작했다.
본 작품은 미술작품으로서는 그다지 높은 평가를 받지 못했다. 미술사학자 야스무라 도시노부는 《햐쿠모노가타리》 다섯 점 중에서도 "사라야시키", "고하다 고헤이지"가 미술작품으로서 뛰어난 완성도를 보여준다고 평가하고 있지만, 읽을거리 삽화 시대에 보이던 생생한 현장감과 열기가 옅어졌다고 지적하고 있으며, "최종적으로 도달한 건조한 공포의 세계로 보는 것은 어떨까"라고 하여, 공포를 자아내는 작품이라는 관점에서 비판이 가해지고 있다. 이이지마 교신의 《가쓰시카 호쿠사이전》을 교주한 스즈키 주조우는, "소재의 기괴함과, 섬뜩한 이상함으로 일부에서는 떠들썩하지만, 분카 연대의 삽화에서 보여준 처절한 필치의 요괴와 비교하면 방만한 느낌을 피할 수 없다"라고 하여, 기존의 작품과 비교한 질의 저하를 지적하고 있다. 또한, 호쿠사이 연구자 오자키 슈도는 "오이와상"이나 "고하다 고헤이지" 등 개별 작품의 필치나 배색에서 눈에 띄는 점은 있지만, 호쿠사이의 수많은 작품 중에서는 특별히 가작이라고 부를 만한 것은 아니라고 하고 있다.

### 현대적 관점
대영박물관 아시아부 일본과의 책임자인 티모시 클라크는 "이 주제에 관한 판화 연작은 고령의 호쿠사이가 초현실주의, 섬뜩한 환상, 그리고 어느 정도의 유머까지도 포함하여 그의 예술 속에서 오랫동안 숙성되어 온 강력한 흐름들을 한데 엮어낸 계기가 되었다"고 썼다. 그는 또한 고하다 고헤이지 판화에서 현대 일본 만화의 기원을 볼 수 있다고 지적했다. "생동감 있고 선정적이며, 후대 만화 전통의 중요한 부분을 이루는 환상성이 담겨 있다." 《가디언》지는 고하다 고헤이지를 "재미있는 해골"이라 칭하며, 이 그림이 "공포만큼이나 웃음을 자아내도록 의도되었을 것"이라고 썼다.

## 주해
1. ↑  "햐쿠모노가타리"는 백 개의 초를 켜고 여러 사람이 교대로 괴담 이야기를 하는 모임이며, 한 이야기가 끝날 때마다 초 하나를 꺼나가고, 마지막 초가 꺼질 때 괴이한 일이 나타난다고 여겨진다.[12]
2. ↑  그림 제목을 《바케모노야시키노즈》(化物屋舗之図, 괴물 옥포 그림)라고 하고 있는 자료도 있다.[13]
3. ↑  우키에란, 어두운 상자 안에 그림을 넣고 들여다보는 안경을 통해 보면 풍경이 비쳐 보이고 근경이 부각되어 나오는 서양의 투시원근법을 사용한 작품이다.[14]

## 참고문헌
- 鈴木, 重三 (1963), 《人間北斎》, 原色版浮世絵文庫, doi:10.11501/2499997
- 尾崎, 周道 (1968), 《北斎 ある画狂人の生涯》, 日本経済新聞社, doi:10.11501/2517559
- 安村, 敏信 (1980), 〈主要作品解説〉, 《葛飾北斎展》, 板橋区立美術館, 97–99쪽, doi:10.11501/12678521
- 京極, 夏彦; 多田, 克己; 久保田, 一洋 (2004), 《北斎妖怪百景》, 国書刊行会, ISBN 4-336-04636-0
- 辻, 惟雄 (2010), 《ギョッとする江戸の絵画》, 羽鳥書店, ISBN 978-4-904702-06-2
- 틀:Cite magazine ja
- 谷川, 渥 (2015), 《江戸のバロック　日本美術のあたらしい見かた》, 河出書房新社, ISBN 978-4-309-27668-7
- 日野原, 健司; 渡邉, 晃 (2016), 《怖い浮世絵》, 青幻舎, ISBN 978-4-86152-566-7
- 濱田, 信義 (2016), 《葛飾北斎　世界を魅了した鬼才絵師》, 河出書房新社, ISBN 978-4-309-62324-5
- 赤間, 亮 (2023), 〈浮世絵の中で"妖怪画"はどのように描かれてきたのか〉, 《アート・リサーチ》 22, 立命館大学アート・リサーチセンター, 1–8쪽
- 工藤, あいか (2023), 〈浮世絵に描かれた骸骨〉, 《奈良大学大学院研究年報》 28, 奈良大学, 41–59쪽